# Matteo di Giovanni
Matteo di Giovanni (Borgo Sansepolcro, 1430 – Siena, 1495), foi um artista renascentista italiano da Escola sienesa.
Matteo di Giovanni di Bartolo nasceu em Borgo Sansepolcro por volta de 1430 e sua família se mudou para Siena. 
Acredita-se que ele tenha sido treinado na oficina do escultor/pintor Lorenzo di Pietro, mais conhecido como Vecchietta, mas ele foi claramente influenciado por Stefano di Giovanni, chamado Sassetta e pelo pintor florentino Antonio del Pollaiuolo.
Em 1452, Matteo firmou parceria com o pintor Giovanni di Pietro, e os dois passaram a morar juntos no bairro de San Salvatore, em Siena, em 1453. 
O fato de Matteo ter conseguido estabelecer uma reputação artística é demonstrado por sua escolha como um dos quatro pintores de Siena que forneceriam retábulos para as capelas da Catedral de Pienza, erguida como parte da renovação urbana da cidade. 
Outros obras incluem um retábulo datado de 1477 para o oratório de Santa Maria delle Nevi em Siena; o retábulo de Santa Bárbara, datado de 1478-79, encomendado pela guilda dos padeiros para sua capela na Igreja de San Domenico, Siena; e o que é considerada a obra-prima de Matteo di Giovanni, o Massacre dos Inocentes, assinado e datado de 1482.

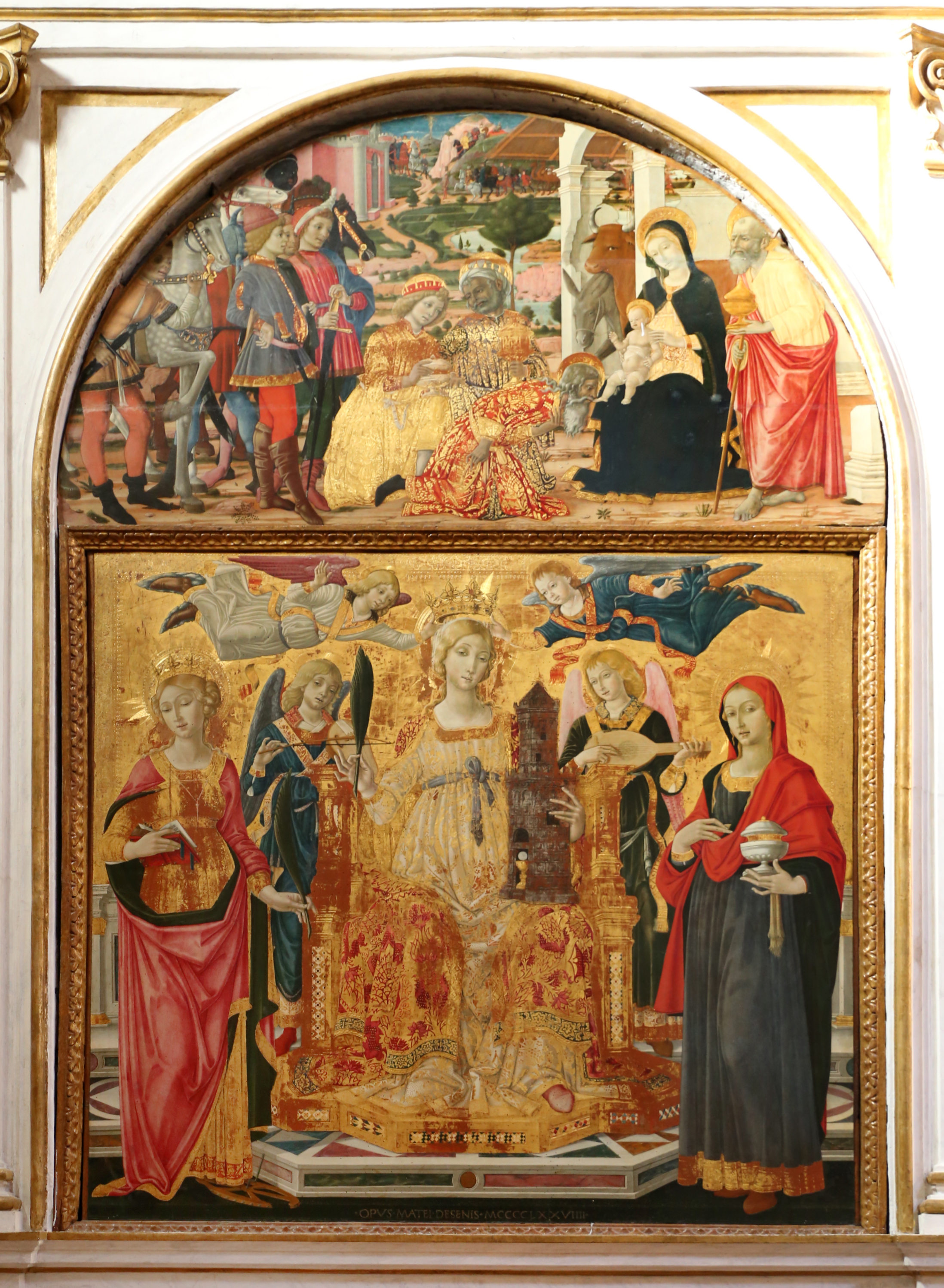
Santa Bárbara com Maria Madalena e Catarina de Alexandria

Matteo di Giovanni morreu em Siena em 1495. Acredita-se ter sido ele o professor de Guidoccio Cozzarelli (1450-1516/17) de Siena, um pintor de retábulos e miniaturista.